# Albanië op de Olympische Zomerspelen 2008
Albanië nam deel aan de Olympische Zomerspelen 2008 in Peking, China. Albanië debuteerde op de Zomerspelen in 1972 en deed in 2008 voor de zesde keer mee. Net als bij alle eerdere deelnames werd geen medaille gewonnen.

## Deelnemers en resultaten
De deelnemer bij het judo nam deel op uitnodiging van de Olympische tripartitecommissie.
 (m) = mannen, (v) = vrouwen 

### Atletiek
| Olympiër       | Onderdeel          | Resultaat | Prestatie            |
| -------------- | ------------------ | --------- | -------------------- |
| Dorian Collaku | kogelslingeren (m) | 28e       | kwalificatie: 70,98m |
| Klodiana Shala | 400m (v)           | 46e       | serie 6: 7e in 54,84 |

### Gewichtheffen
| Olympiër       | Onderdeel | Resultaat | Prestatie                                                   |
| -------------- | --------- | --------- | ----------------------------------------------------------- |
| Gert Trasha    | -69kg (m) | DNF       |                                                             |
| Erkand Qerimaj | -77kg (m) | 13e       | trekken: 12e met 154kg stoten: 13e met 187kg totaal: 341 kg |
| Romela Begaj   | -58kg (v) | 6e        | trekken: 3e met 98kg stoten: 7e met 118kg totaal: 216 kg    |

### Judo
| Olympiër       | Onderdeel | Resultaat | Prestatie                       |
| -------------- | --------- | --------- | ------------------------------- |
| Edmond Topalli | -81kg (m) | 17e       | 1e ronde: V van POR Neto: ippon |

### Schietsport
| Olympiër      | Onderdeel            | Resultaat | Prestatie                |
| ------------- | -------------------- | --------- | ------------------------ |
| Lindita Kodra | 10m luchtpistool (v) | 40e       | kwalificatie: 370 punten |
| Lindita Kodra | 25m pistool (v)      | 35e       | kwalificatie: 570 punten |

### Worstelen
| Olympiër       | Onderdeel                | Resultaat | Prestatie                                                                                                   |
| -------------- | ------------------------ | --------- | --- |
| Elis Guri      | -96kg Grieks-Romeins (m) | 8e        | 1e ronde: W van EGY Ibrahim: 3-1 kwartfinale: V van GER Englich: 1-3 herkansingen: V van KOR Tae-Young: 1-3 |
| Sahit Prizreni | -60kg vrije stijl (m)    | 16e       | 1e ronde: V van KGZ Bazarguruev: 0-3                                                                        |

### Zwemmen
| Olympiër     | Onderdeel          | Resultaat | Prestatie            |
| ------------ | ------------------ | --------- | -------------------- |
| Sidni Hoxha  | 50m vrije slag (m) | 63e       | serie 5: 2e in 24,56 |
| Rovena Marku | 50m vrije slag (v) | 58e       | serie 5: 5e in 28,15 |

Afghanistan · Albanië · Algerije · Amerikaanse Maagdeneilanden · Amerikaans-Samoa · Andorra · Angola · Antigua en Barbuda · Argentinië · Armenië · Aruba · Australië · Azerbeidzjan · Bahama's · Bahrein · Bangladesh · Barbados · België · Belize · Benin · Bermuda · Bhutan · Bolivia · Bosnië en Herzegovina · Botswana · Brazilië · Britse Maagdeneilanden · Bulgarije · Burkina Faso · Burundi · Cambodja · Canada · Centraal-Afrikaanse Republiek · Chili · China · Chinees Taipei · Colombia · Comoren · Congo-Brazzaville · Congo-Kinshasa · Cookeilanden · Costa Rica · Cuba · Cyprus · Denemarken · Djibouti · Dominica · Dominicaanse Republiek · Duitsland · Ecuador · Egypte · El Salvador · Equatoriaal-Guinea · Eritrea · Estland · Ethiopië · Fiji · Filipijnen · Finland · Frankrijk · Gabon · Gambia · Georgië · Ghana · Grenada · Griekenland · Groot-Brittannië · Guam · Guatemala · Guinee · Guinee‑Bissau · Guyana · Haïti · Honduras · Hongarije · Hongkong · Ierland · IJsland · India · Indonesië · Irak · Iran · Israël · Italië · Ivoorkust · Jamaica · Japan · Jemen · Jordanië · Kaaimaneilanden · Kaapverdië · Kameroen · Kazachstan · Kenia · Kirgizië · Kiribati · Koeweit · Kroatië · Laos · Lesotho · Letland · Libanon · Liberia · Libië · Liechtenstein · Litouwen · Luxemburg · Macedonië · Madagaskar · Malawi · Malediven · Maleisië · Mali · Malta · Marshalleilanden · Marokko · Mauritanië · Mauritius · Mexico · Micronesië · Moldavië · Monaco · Mongolië · Montenegro · Mozambique · Myanmar · Namibië · Nauru · Nederland · Nederlandse Antillen · Nepal · Nicaragua · Nieuw-Zeeland · Niger · Nigeria · Noord-Korea · Noorwegen · Oeganda · Oekraïne · Oezbekistan · Oman · Oostenrijk · Oost‑Timor · Pakistan · Palau · Palestina · Panama · Papoea-Nieuw-Guinea · Paraguay · Peru · Polen · Portugal · Puerto Rico · Qatar · Roemenië · Rusland · Rwanda · Saint Kitts en Nevis · Saint Lucia · Saint Vincent en Grenadines · Salomonseilanden · Samoa · San Marino · Sao Tomé en Principe · Saoedi-Arabië · Senegal · Servië · Seychellen · Sierra Leone · Singapore · Slovenië · Slowakije · Soedan · Somalië · Spanje · Sri Lanka · Suriname · Swaziland · Syrië · Tadzjikistan · Tanzania · Thailand · Togo · Tonga · Trinidad en Tobago · Tsjaad · Tsjechië · Tunesië · Turkije · Turkmenistan · Tuvalu · Uruguay · Vanuatu · Venezuela · Verenigde Arabische Emiraten · Verenigde Staten · Vietnam · Wit-Rusland · Zambia · Zimbabwe · Zuid-Afrika · Zuid-Korea · Zweden · Zwitserland
Uitgesloten van deelname: Brunei